# 哈基·萊特
哈基·萊特（英語：Haji Wright；1998年03月27日—），是一名美國職業足球員，現效力於英冠球會高雲地利。司職前鋒。他也代表美國國家足球隊參賽。

## 球會生涯

### 早期生涯
萊特被眾多傳媒視為美國其中一位最具前途的球員，因為他速度快，頭鎚、終結能力高。他於美國 U17的出色表現，獲史浩克04邀請，跟隨其青年軍一起訓練。

### 紐約宇宙
2015年3月30日，萊特與紐約宇宙正式簽下合同，費用及合約長度並沒有對外公佈。7月26日，他於對陣印地十一時，首次為球隊上陣。12月3日，球會宣佈雙方的合約已過期，球員不會再次簽約。效力紐約宇宙期間，他為球隊上陣3場，合共上陣80分鐘。

### 史浩克04
2016年4月15日，萊特轉會至德國甲組足球聯賽球會史浩克04。4月16日，他首次為史浩克04 U19上陣，對陣慕遜加柏 U19時梅開二度。

## 國家隊生涯
2022年11月，萊特獲選入2022年世界盃美國的最終26人名單。

## 榮譽
紐約宇宙
- 北美足球聯賽冠軍 : 2015

### 個人
- 丹麥足球超級聯賽每月最佳球員 : 2020年10月[9]

## 外部連結
- 哈基·萊特（页面存档备份，存于）於紐約宇宙官方網站上的資料